# Slowenistik
Die Slowenistik oder Slovenistik ist die Wissenschaft, welche sich mit der slowenischen Sprache befasst, und ist somit ein Teilgebiet der Slawistik.

## Aufgaben der Slowenistik
Die Slowenistik befasst sich mit dem Slowenischen sowohl literaturwissenschaftlich als auch sprachwissenschaftlich, indem sie beispielsweise über Phonologie, Morphologie und Dialektologie der slowenischen Sprache Auskunft gibt.

## Slowenistik an deutschsprachigen Hochschulen
Es gibt heute zahlreiche Hochschulen außerhalb Sloweniens, an denen das Studium der slowenischen Sprache möglich ist. An einzelnen Instituten besteht sogar ein weiterführendes Angebot:

### Deutschland
- Universität zu Köln[1]
- Ludwig-Maximilians-Universität München[2]
- Universität Regensburg[3]

### Österreich
- Universität Wien[4]
- Universität Graz[5]
- Universität Klagenfurt[6]